# Eredivisie
Eredivisie (V nizozemské výslovnosti: [ˈeː.rə.di.ˌvi.zi], v doslovném překladu: Divize cti) je nejvyšší nizozemská fotbalová ligová soutěž a stojí na vrcholu nizozemského ligového systému.
Vznikla v roce 1956, jako plně profesionální ligová soutěž, při restrukturalizaci nizozemského ligového systému jako jeho nejvyšší patro. Plynule tak navázala na předchozí Nederlands landskampioenschap voetbal (Nizozemské národní fotbalové mistrovství), které se pravidelně konalo již od roku 1888 a vítěz byl korunován nizozemským mistrem od roku 1898, což z ní dělá jednu z nejstarších ligových soutěží světa. Stejně tak je nizozemským mistrem korunován i vítěz Eredivisie.
Podobně jako v Portugalsku se i zde vytvořil tzv. „kult velké trojky“, do které patří AFC Ajax, PSV Eindhoven a Feyenoord. Od roku 1964 (celkem 55 ročníků), dokázaly narušit nadvládu těchto tří nejúspěšnějších klubů, a získat mistrovský titul, pouze dva jiné – AZ Alkmaar (1981, 2009) a FC Twente (2010).
Aktuálním mistrem po sezoně 2022/23 je Feyenoord.

## Formát
Soutěž je složena z celkem 18 týmů z nichž pouze vítěz postupuje přímo do základní skupiny Ligy mistrů UEFA. Vicemistr hraje 4. předkolo (Play–off) nemistrovské části této soutěže. Třetí tým postupuje do 4. předkola, čtvrtý tým pak do 3. předkola Evropské ligy UEFA. Týmy na 5. – 8. místě sehrají "kvalifikaci" o jedno místo ve 2. předkole této soutěže.
Další místo ve 4. předkole Evropské ligy UEFA zaujímá vítěz nizozemského fotbalového poháru (KNVB beker), což může v případě kvalifikace finalistů do pohárů z vyšších ligových pozic, připadnout šestému týmu v lize. V případě, že vítěz KNVB bekeru se kvalifikuje do pohárů jiným způsobem, do Evropské ligy jde finalista. Ten se zařadí do 2. předkola a vítěz „kvalifikace“ ho nahradí ve 3. předkole.
Nejhorší tým soutěže sestupuje do Eerste Divisie, druhé nejvyšší soutěže, a další dva musí sehrát dvoukolovou baráž o setrvání v soutěži s dalšími týmy z Eerste Divisie. Vítěz soutěže má také právo startovat v nizozemském Superpoháru (Johan Cruijff Schaal), kde ho vyzve vítěz KNVB bekeru.

## Historie

### Počátky fotbalu v Nizozemsku

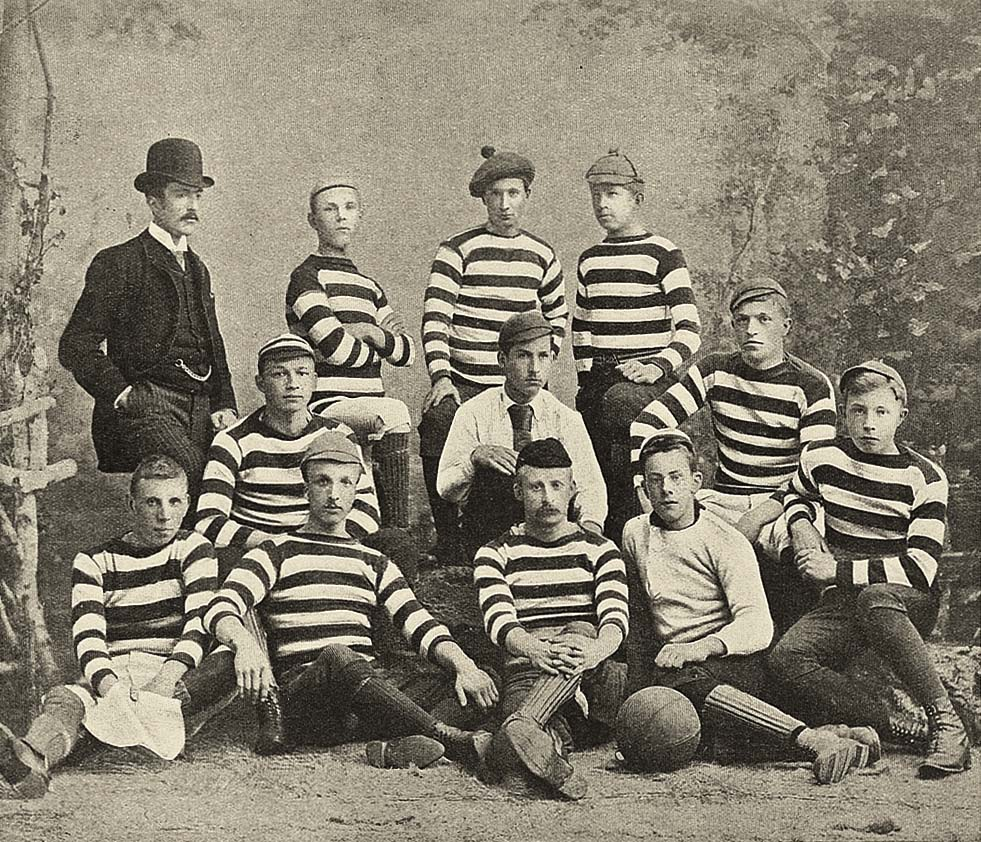
Nejstarší ze všech – Haarlemsche Football Club a jeho zakladatel Pim Mulier.

Dnes je fotbal v Nizozemsku považován za nejpopulárnější sport. Za jeho zakladatele a propagátora v této zemi je považován Pim Mulier, který v 14 letech osvětlil svým vrstevníkům a ostatní mládeži ve městě Haarlem pravidla fotbalu a zároveň v roce 1879 založil nejstarší nizozemský klub Haarlemsche Football Club (Koninklijke HFC).
V průběhu následujících 30 let nabral fotbal v této zemi nebývalé popularity, z čehož pramenil vznik dalších klubů jako HVV Den Haag (1883), RAP (1887) a jiných. Právě tyto kluby stály za vznikem první společné ligové soutěže, která dostala název Nederlands landskampioenschap voetbal (Nizozemské národní fotbalové mistrovství). Od sezony 1888, kdy byla založena se konala prakticky nepřetržitě (vyjma II. sv. války) až do roku 1956, kdy ji při restrukturalizaci ligového systému nahradila právě Eredivisie.
O pouhý rok později (1889) byl založen nizozemský fotbalový svaz Koninklijke Nederlandse Voetbal Bond (KNVB), který se v roce 1904 stal spolu s národními svazy z Francie, Belgie, Dánska, Španělska, Švédska a Švýcarska, zakládajícím členem FIFA.
Nejslavnější kluby byly zakládány až po roce 1900 a jako první právě na přelomu století AFC Ajax. Feyenoord byl založen roku 1908 a PSV Eindhoven dokonce až 1913. V této době ovládali nejvyšší soutěž jiní. HVV Den Haag měl v sezoně 1913–14 již 10 mistrovských titulů a této mety tedy dosáhl ještě před ziskem premiérového titulu kohokoliv z dříve jmenovaných klubů. K jeho smůle byl pro něj titul z roku 1914 tím posledním.

### Profesionalizace a založení Eredivisie
Ajax získal svůj první titul v roce 1918, jako první z "velké trojky", ale i přes velkou ztrátu na vedoucí týmy byl v roce 1947 na druhém místě se ziskem 8 titulů. V roce 1954 byla založena Nederlandse Beroeps Voetbal Bond, profesionální hráčská asociace, která udělala z tehdy amatérské nejvyšší soutěže, soutěž výhradně profesionální.
Včasné zavedení profesionální soutěže se později ukázalo jako klíčová výhoda oproti ostatním zemím. V roce 1955 byl založen Pohár mistrů evropských zemí a nizozemské kluby byly v mezinárodním srovnání mnohdy lepšími. To se ale plně ukázalo až v 70. letech.
S novými pravidly nastala i změna celého ligového systému. Nejvyšší soutěž, která do té doby byla rozdělena na více skupin, jejichž čelní týmy bojovaly o konečný titul mistra, se sjednotila do jediné. V sezoně 1956/57 vznikla Eredivisie (Čestná divize) s 18 členy a zároveň s ní i taktéž profesionální Eerste Divisie (První divize) s 16 členy. V prvním ročníku zvítězil AFC Ajax, který po 10 letech získal svůj 9. titul. Poté získali své jediné tituly z Eredivisie DOS (později fúzován na FC Utrecht) a svůj šestý a doposud poslední i Sparta Rotterdam. V sezoně 1959/60 dosáhl svého jubilejního 10. titulu AFC Ajax, jenž se dotáhl na dotehdy nejúspěšnější klub HVV Den Haag.

### Vrcholné období nizozemského fotbalu

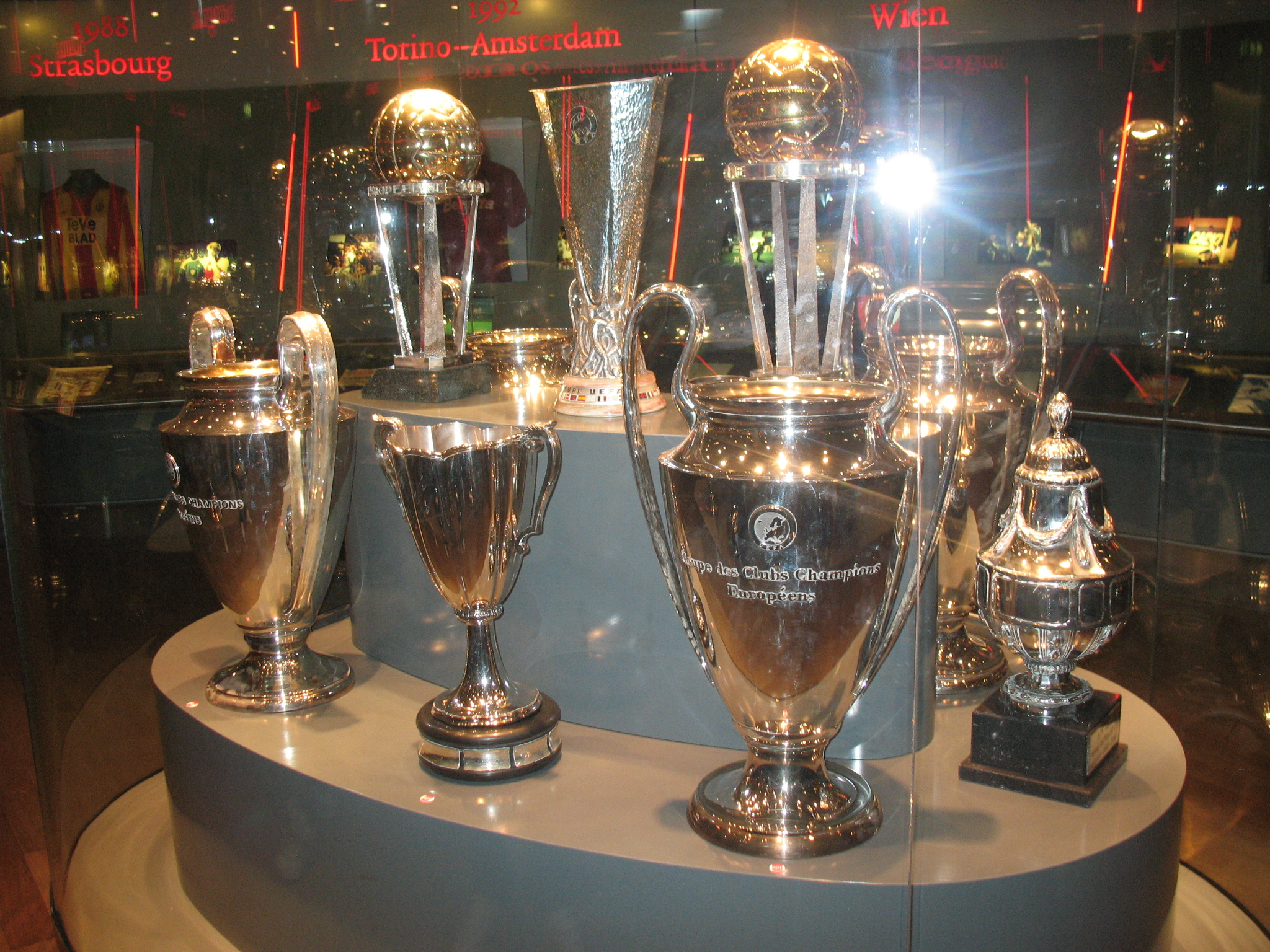
V 70. letech sbíral Ajax trofeje z Evropských pohárů "jak na běžícím páse".

V sezoně 1963/64 získal mistrovský titul DWS a až na jedinou výjimku (1980–81 AZ Alkmaar '67) to bylo naposled na dlouhých 45 let, co zvítězil někdo mimo "velkou trojku" AFC Ajax, Feyenoord a PSV Eindhoven. Tato dlouhá nadvláda měla mimo jiné pozitivní vliv i na celý nizozemský fotbal, který díky častým účastem těchto tří klubů v Evropských pohárech pomalu vystoupal až na čelo Evropského fotbalu.
Prvním klubem, který se probojoval až do finále Poháru mistrů evropských zemí 1968/69 byl AFC Ajax. V duelu hraném na Santiago Bernabéu však podlehl AC Milán 1–4. V domácí soutěži však titul nezískal a do PMEZ se v následující sezoně 1969/70 probojoval Feyenoord. A nezůstalo jen u toho. Klub z Rotterdamu vyřadil obhájce AC Milán již ve 2. kole a přes další soupeře dokráčel taktéž až do finále, kde tentokrát porazil skotský Celtic FC a stal se prvním nizozemským klubem, jenž získal velkou evropskou trofej.
| Klub          |   | Vítězství              |
| ------------- | - | ---------------------- |
| AFC Ajax      | 4 | 1971, 1972, 1973, 1995 |
| Feyenoord     | 1 | 1970                   |
| PSV Eindhoven | 1 | 1988                   |

AFC Ajax se ovšem nenechal svým rivalem zahanbit a jako reakci na jeho úspěchy odstartoval jednu z nejúžasnějších sérií úspěchů, jakou v klubovém fotbale známe. Nejprve nahradil Feyenoord na pozici mistra ligy, v PMEZ 1970/71 postupně přešel přes všechny soupeře a nakonec zvítězil ve finále 2–0 nad Panathinaikos FC. V sezoně 1971–72 sice nedosáhl na titul v domácí soutěži, kde svůj 10. titul získal Feyenoord, ale po finálové výhře nad FC Internazionale Milano obhájil titul z Poháru mistrů. Na podzim navíc ovládl v souboji s argentinským CA Independiente Interkontinentální pohár a v ročníku 1972/73 dokázal potřetí v řadě zvítězit v Poháru mistrů evropských zemí. Tentokrát odešel jako poražený Juventus FC. Své tříleté kralování světovému fotbalu, během kterého získal AFC Ajax 11 velkých trofejí, zakončil ziskem Superpoháru UEFA 1973.
S odchodem Johana Cruyffa z Ajaxu do FC Barcelona v roce 1973, nastal u nizozemských klubů celkový ústup ze slávy. Ne však úplný. Feyenoord (1973/74) i PSV Eindhoven (1977/78) zvítězili v Poháru UEFA a zářila především Nizozemská fotbalová reprezentace, která byla třetí na Mistrovství Evropy 1976 a v Mistrovství světa 1974 i 1978 odešla poražena až ve finále.

### Závěr minulého století a Eredivisie dnes
I v 80. letech patřil nizozemský fotbal k tomu nejlepšímu v Evropě, i když nebyl na samém vrcholu. V sezoně 1980–81 narušil po dlouhé době "hegemonii tří" AZ Alkmaar, který získal svůj premiérový titul. O rok později si AFC Ajax jako první připsal 20. titul a na počest toho začal nad své logo umisťovat dvě zlaté hvězdy. Navíc se dva roky v řadě probojoval do finále Poháru vítězů pohárů a druhou účast, tu v sezoně 1986/87 proměnil v zisk trofeje.
Eredivisie v té době již dominoval PSV Eindhoven, který během 7 ročníků v letech 1986–1992 získal 6 mistrovských titulů. V ročníku 1987/88 navíc získal titul v Poháru mistrů evropských zemí, jako třetí nizozemský klub, když ve finále porazil na penalty Benfiku.
Devadesátá léta i počátek 21. století je prakticky ve znamení dvou klubů – AFC Ajax a PSV Eindhoven. Ajax od roku 1990 získal 9 titulů, PSV 10 titulů z Eredivisie. Zbylé čtyři "volné" trofeje si rozdělili Feyenoord, který výrazně ustoupil ze své slávy a v posledních letech mocně expandující AZ Alkmaar s FC Utrecht.

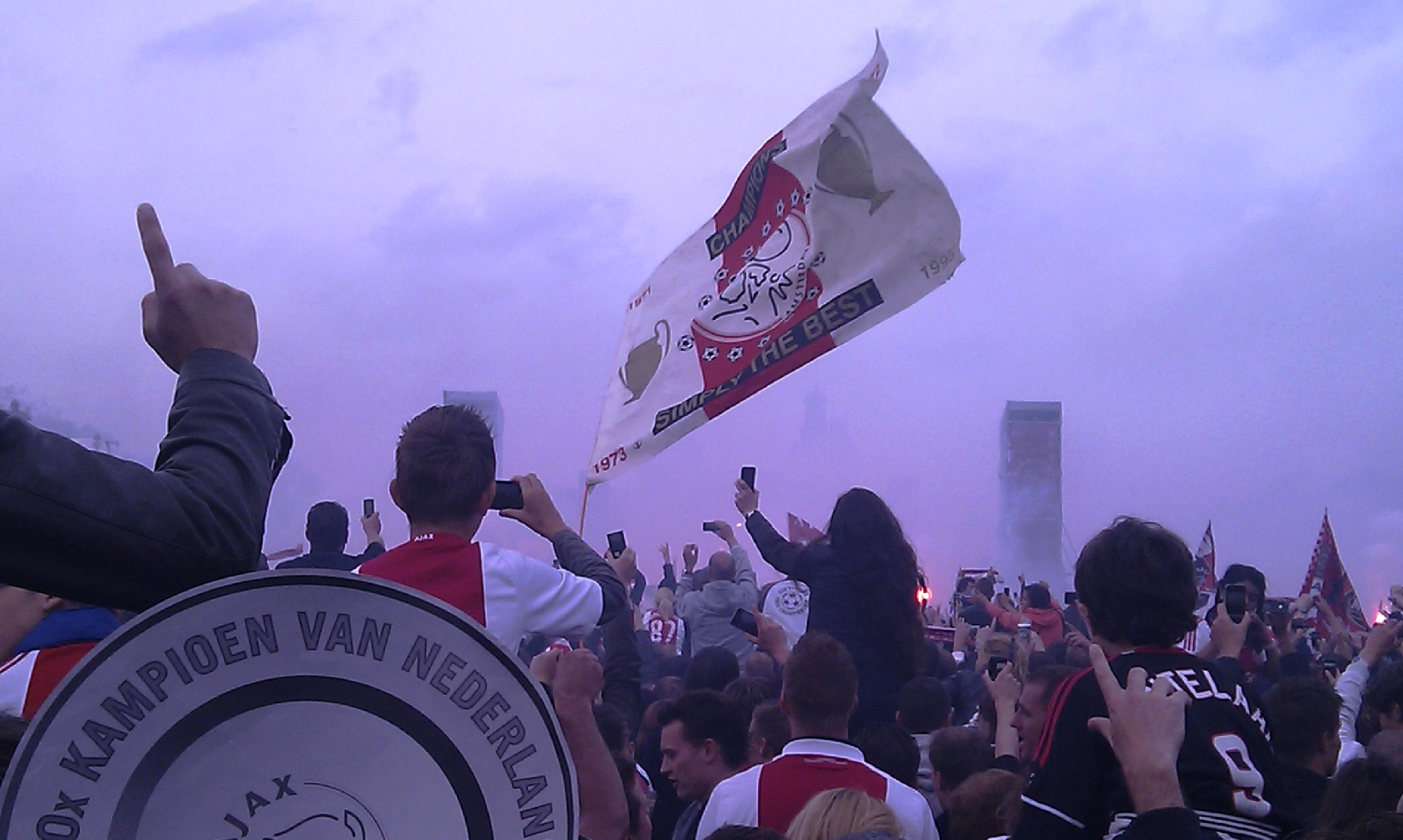
Takto slavili fanoušci AFC Ajax zisk
30. titulu v sezoně 2010–11.

Na mezinárodním poli byl i v nedávné době úspěšnější Ajax. V sezoně 1991/92 vyhrál poprvé Pohár UEFA, tedy poslední ze 4 velkých evropských trofejí, a v sezoně 1994/95 si naplno vzpomněl na svou slávu z počátku 70. let. Triumfoval v Eredivisie i v domácím superpoháru, poté počtvrté v historii triumfoval v Lize mistrů UEFA (dříve PMEZ, ve finále porazil 1–0 AC Milán) a následné vyhrál Superpohár UEFA i Interkontinentální pohár. Zisk pěti trofejí za jediný rok, byl však posledním velkým úspěchem, kterého Ajax na mezinárodním poli dosáhl. Doposud poslední evropskou trofej tak pro Nizozemsko získal Feyenoord, který v roce 2002 získal Pohár UEFA.
Eredivisie mezitím několikrát změnila svůj oficiální název. V letech 1990 – 99, zněl oficiální název soutěže PTT Telecompetitie [pe.te.ˈteː ˈteː.lə.kɔm.pə.ˌti.(t)si] (podle sponzora PTT Telecom). Poté zněl název KPN Telecompetitie [ˌka.pe.ˈjɛn ˈteː.lə.kɔm.pə.ˌti.(t)si] a v roce 2000 se změnil na KPN Eredivisie [ˌka.pe.ˈjɛn ˈeː.rə.di.ˌvi.zi]. V letech 2002–2005 konečně Holland Casino Eredivisie [ˈɦɔ.lɑnt ka.ˈsi.noː eː.rə.di.ˌvi.zi]. Od sezony 2005/06 je hlavním sponzorem soutěže loterijní společnost Sponsorloterij, která nepožadovala, aby soutěž nesla její jméno, takže její název dnes zní jednoduše Eredivisie. Už pod tímto názvem se odehrálo několik posledních ročníků, ve kterých jsem mohli být svědky zisku 20. titulu PSV Eindhoven (2006/07), byli tu mistři AZ Alkmaar (2008/09) i FC Utrecht (2009/10) a také se AFC Ajax zařadil mezi opravdové evropské top velkokluby, když získal svůj 30. mistrovský titul (2010/11). Zdálo se, že ztráta suverenity velké trojky přinese soutěži nový náboj. Ale v letech 2011–2014 dominoval AFC Ajax.

## Nejlepší kluby v historii - podle počtu titulů
- Kurzívou jsou psané tituly dosažené v období před založením Eredivisie v roce 1956.

| Vítězové nejvyšší ligové soutěže |        | |
| Klub | Tituly | Vítězné ročníky |
| AFC Ajax | 36     | 1918, 1919, 1931, 1932, 1934, 1937, 1939, 1947, 1957, 1960, 1966, 1967, 1968, 1970, 1972, 1973, 1977, 1979, 1980, 1982, 1983, 1985, 1990, 1994, 1995, 1996, 1998, 2002, 2004, 2011, 2012, 2013, 2014, 2019, 2021, 2022 |
| PSV Eindhoven | 26     | 1929, 1935, 1951, 1963, 1975, 1976, 1978, 1986, 1987, 1988, 1989, 1991, 1992, 1997, 2000, 2001, 2003, 2005, 2006, 2007, 2008, 2015, 2016, 2018, 2024, 2025                                                             |
| Feyenoord | 16     | 1924, 1928, 1936, 1938, 1940, 1961, 1962, 1965, 1969, 1971, 1974, 1984, 1993, 1999, 2017, 2023 |
| HVV Den Haag | 10     | 1891, 1896, 1900, 1901, 1902, 1903, 1905, 1907, 1910, 1914 |
| Sparta Rotterdam | 6      | 1909, 1911, 1912, 1913, 1915, 1959 |
| RAP Amsterdam | 5      | 1892, 1894, 1897, 1898, 1899 |
| Go Ahead Eagles | 4      | 1917, 1922, 1930, 1933 |
| Koninklijke HFC | 3      | 1890, 1893, 1895 |
| HBS Craeyenhout | 3      | 1904, 1906, 1925 |
| Willem II Tilburg | 3      | 1916, 1952, 1955 |
| Heracles Almelo | 2      | 1927, 1941 |
| ADO Den Haag | 2      | 1942, 1943 |
| Racing Club Heemstede | 2      | 1923, 1953 |
| AZ Alkmaar | 2      | 1981, 2009 |
| DOS (FC Utrecht) | 1      | 1958 |
| DWS Amsterdam | 1      | 1964 |
| FC Twente | 1      | 2010 |
| 1 vítězství před založením Eredivisie |        | |
| VV Concordia (1889) • Quick Den Haag (1908) • Be Quick 1887 (1920) • NAC Breda (1921) • Sportclub Enschede (1926) • AVV de Volewijckers (1944) • HFC Haarlem (1946) • BVV Den Bosch (1948) • Schiedamse VV (1949) • BSV Limburgia (1950) • FC Eindhoven (1954) • Rapid JC (1956) |        | |

## Mistři
- 1888/89: VV Concordia (1. titul)
- 1889/90: Koninklijke HFC (1)
- 1890/91: HVV (1)
- 1891/92: RAP Amsterdam (1)
- 1892/93: Koninklijke HFC (2)
- 1893/94: RAP Amsterdam (2)
- 1894/95: Koninklijke HFC (3)
- 1895/96: HVV (2)
- 1896/97: RAP Amsterdam (3)
- 1897/98: RAP Amsterdam (4)
- 1898/99: RAP Amsterdam (5)
- 1899/00: HVV (3)
- 1900/01: HVV (4)
- 1901/02: HVV (5)
- 1902/03: HVV (6)
- 1903/04: HBS (1)
- 1904/05: HVV (7)
- 1905/06: HBS (2)
- 1906/07: HVV (8)
- 1907/08: H.V. & C.V. Quick (1)
- 1908/09: Sparta Rotterdam (1)
- 1909/10: HVV (9)
- 1910/11: Sparta Rotterdam (2)
- 1911/12: Sparta Rotterdam (3)
- 1912/13: Sparta Rotterdam (4)
- 1913/14: HVV (10)
- 1914/15: Sparta Rotterdam (5)
- 1915/16: Willem II Tilburg (1)
- 1916/17: Go Ahead Eagles (1)
- 1917/18: AFC Ajax (1)
- 1918/19: AFC Ajax (2)
- 1919/20: Be Quick 1887 (1)
- 1920/21: NAC Breda (1)
- 1921/22: Go Ahead Eagles (2)
- 1922/23: RCH (1)
- 1923/24: Feyenoord (1)
- 1924/25: HBS (3)
- 1925/26: SC Enschede (1)
- 1926/27: Heracles Almelo (1)
- 1927/28: Feyenoord (2)
- 1928/29: PSV Eindhoven (1)
- 1929/30: Go Ahead Eagles (3)
- 1930/31: AFC Ajax (3)
- 1931/32: AFC Ajax (4)
- 1932/33: Go Ahead Eagles (4)
- 1933/34: AFC Ajax (5)
- 1934/35: PSV Eindhoven (2)
- 1935/36: Feyenoord (3)
- 1936/37: AFC Ajax (6)
- 1937/38: Feyenoord (4)
- 1938/39: AFC Ajax (7)
- 1939/40: Feyenoord (5)
- 1940/41: Heracles Almelo (2)
- 1941/42: ADO Den Haag (1)
- 1942/43: ADO Den Haag (2)
- 1943/44: De Volewijckers (1)
- 1944/45: se nehrálo
- 1945/46: HFC Haarlem (1)
- 1946/47: AFC Ajax (8)
- 1947/48: FC Den Bosch (1)
- 1948/49: SVV (1)
- 1949/50: BSV Limburgia (1)
- 1950/51: PSV Eindhoven (1)
- 1951/52: Willem II Tilburg (2)
- 1952/53: RCH (2)
- 1953/54: FC Eindhoven (1)
- 1954/55: Willem II Tilburg (3)
- 1955/56: Rapid JC (1)
- 1956/57: AFC Ajax (9)
- 1957/58: VV DOS (1)
- 1958/59: Sparta Rotterdam (6)
- 1959/60: AFC Ajax (10)
- 1960/61: Feyenoord (6)
- 1961/62: Feyenoord (7)
- 1962/63: PSV Eindhoven (4)
- 1963/64: DWS (1)
- 1964/65: Feyenoord (8)
- 1965/66: AFC Ajax (11)
- 1966/67: AFC Ajax (12)
- 1967/68: AFC Ajax (13)
- 1968/69: Feyenoord (9)
- 1969/70: AFC Ajax (14)
- 1970/71: Feyenoord (11)
- 1971/72: AFC Ajax (15)
- 1972/73: AFC Ajax (16)
- 1973/74: Feyenoord (11)
- 1974/75: PSV Eindhoven (5)
- 1975/76: PSV Eindhoven (6)
- 1976/77: AFC Ajax (17)
- 1977/78: PSV Eindhoven (7)
- 1978/79: AFC Ajax (18)
- 1979/80: AFC Ajax (19)
- 1980/81: AZ Alkmaar (1)
- 1981/82: AFC Ajax (20)
- 1982/83: AFC Ajax (21)
- 1983/84: Feyenoord (12)
- 1984/85: AFC Ajax (22)
- 1985/86: PSV Eindhoven (8)
- 1986/87: PSV Eindhoven (9)
- 1987/88: PSV Eindhoven (10)
- 1988/89: PSV Eindhoven (11)
- 1989/90: AFC Ajax (23)
- 1990/91: PSV Eindhoven (12)
- 1991/92: PSV Eindhoven (13)
- 1992/93: Feyenoord (13)
- 1993/94: AFC Ajax (24)
- 1994/95: AFC Ajax (25)
- 1995/96: AFC Ajax (26)
- 1996/97: PSV Eindhoven (14)
- 1997/98: AFC Ajax (27)
- 1998/99: Feyenoord (14)
- 1999/00: PSV Eindhoven (15)
- 2000/01: PSV Eindhoven (16)
- 2001/02: AFC Ajax (28)
- 2002/03: PSV Eindhoven (17)
- 2003/04: AFC Ajax (29)
- 2004/05: PSV Eindhoven (18)
- 2005/06: PSV Eindhoven (19)
- 2006/07: PSV Eindhoven (20)
- 2007/08: PSV Eindhoven (21)
- 2008/09: AZ Alkmaar (2)
- 2009/10: FC Twente (1)
- 2010/11: AFC Ajax (30)
- 2011/12: AFC Ajax (31)
- 2012/13: AFC Ajax (32)
- 2013/14: AFC Ajax (33)
- 2014/15: PSV Eindhoven (22)
- 2015/16: PSV Eindhoven (23)
- 2016/17: Feyenoord (15)
- 2017/18: PSV Eindhoven (24)
- 2018/19: AFC Ajax (34)
- 2019/20: nedohráno
- 2020/21: AFC Ajax (35)
- 2021/22: AFC Ajax (36)
- 2022/23: Feyenoord (16)
- 2023/24: PSV Eindhoven (25)
- 2024/25: PSV Eindhoven (26)

## Nejlepší střelci

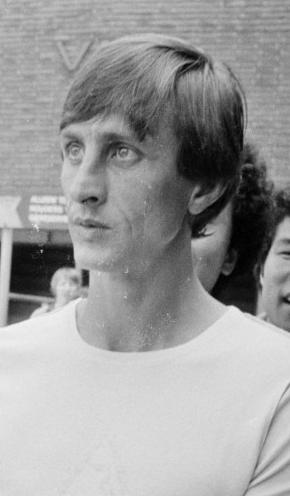
Johan Cruijff - nejlepší střelec 1966/67, 1971/72.

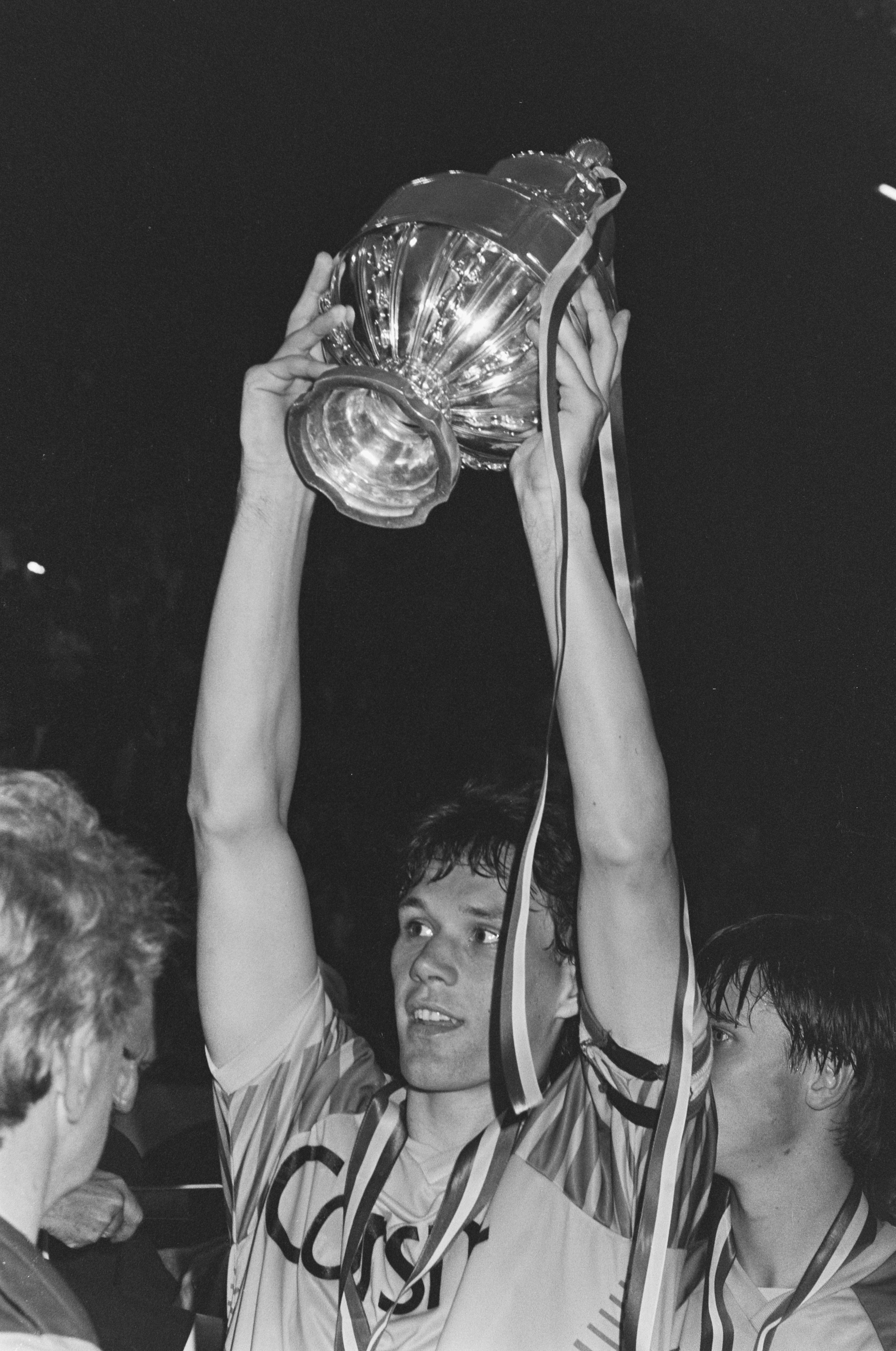
Marco van Basten - nejlepší střelec 1984–1987.

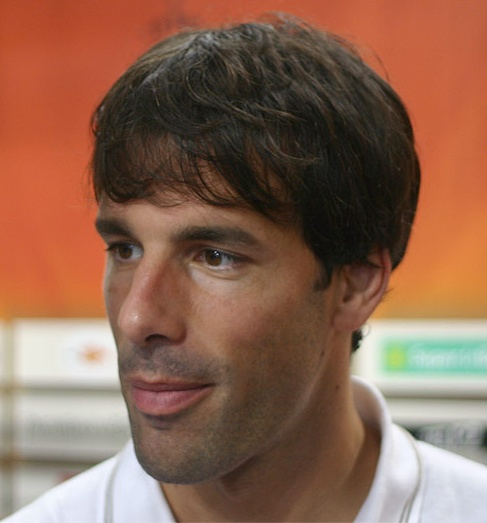
Ruud van Nistelrooy - nejlepší střelec 1999–2000.

Zdroj:
| Sezóna  | Nejlepší střelec                   | Góly | Klub                        |
| ------- | ---------------------------------- | ---- | --------------------------- |
| 1956/57 | Coen Dillen                        | 43   | PSV Eindhoven               |
| 1957/58 | Leo Canjels                        | 32   | NAC Breda                   |
| 1958/59 | Leo Canjels                        | 34   | NAC Breda                   |
| 1959/60 | Henk Groot                         | 37   | AFC Ajax                    |
| 1960/61 | Henk Groot                         | 41   | AFC Ajax                    |
| 1961/62 | Dick Tol                           | 27   | RKSV Volendam               |
| 1962/63 | Pierre Kerkhoffs                   | 22   | PSV Eindhoven               |
| 1963/64 | Frans Geurtsen                     | 28   | AFC Door Wilskracht Sterk   |
| 1964/65 | Frans Geurtsen                     | 23   | AFC Door Wilskracht Sterk   |
| 1965/66 | Willy van der Kuijlen Piet Kruiver | 23   | PSV Eindhoven Feyenoord     |
| 1966/67 | Johan Cruijff                      | 33   | AFC Ajax                    |
| 1967/68 | Ove Kindvall                       | 28   | Feyenoord                   |
| 1968/69 | Dick van Dijk Ove Kindvall         | 30   | FC Twente Feyenoord         |
| 1969/70 | Willy van der Kuijlen              | 26   | PSV Eindhoven               |
| 1970/71 | Ove Kindvall                       | 24   | Feyenoord                   |
| 1971/72 | Johan Cruijff                      | 25   | AFC Ajax                    |
| 1972/73 | Cas Janssens Willy Brokamp         | 18   | NEC Nijmegen MVV Maastricht |
| 1973/74 | Willy van der Kuijlen              | 27   | PSV Eindhoven               |
| 1974/74 | Ruud Geels                         | 30   | AFC Ajax                    |
| 1975/76 | Ruud Geels                         | 29   | AFC Ajax                    |
| 1976/77 | Ruud Geels                         | 34   | AFC Ajax                    |
| 1977/78 | Ruud Geels                         | 30   | AFC Ajax                    |
| 1978/79 | Kees Kist                          | 34   | AZ Alkmaar                  |
| 1979/80 | Kees Kist                          | 27   | AZ Alkmaar                  |
| 1980/81 | Ruud Geels                         | 22   | Sparta Rotterdam            |
| 1981/82 | Wim Kieft                          | 32   | AFC Ajax                    |
| 1982/83 | Peter Houtman                      | 30   | Feyenoord                   |
| 1983/84 | Marco van Basten                   | 28   | AFC Ajax                    |
| 1984/85 | Marco van Basten                   | 22   | AFC Ajax                    |
| 1985/86 | Marco van Basten                   | 37   | AFC Ajax                    |
| 1986/87 | Marco van Basten                   | 31   | AFC Ajax                    |
| 1987/88 | Wim Kieft                          | 29   | PSV Eindhoven               |
| 1988/89 | Romário                            | 19   | PSV Eindhoven               |
| 1989/90 | Romário                            | 23   | PSV Eindhoven               |
| 1990/91 | Romário Dennis Bergkamp            | 25   | PSV Eindhoven AFC Ajax      |
| 1991/92 | Dennis Bergkamp                    | 24   | AFC Ajax                    |
| 1992/93 | Dennis Bergkamp                    | 26   | AFC Ajax                    |
| 1993/94 | Jari Litmanen                      | 26   | AFC Ajax                    |
| 1994/95 | Ronaldo                            | 30   | PSV Eindhoven               |
| 1995/96 | Luc Nilis                          | 21   | PSV Eindhoven               |
| 1996/97 | Luc Nilis                          | 21   | PSV Eindhoven               |
| 1997/99 | Nikos Machlas                      | 34   | Vitesse                     |
| 1998/99 | Ruud van Nistelrooy                | 31   | PSV Eindhoven               |
| 1999/00 | Ruud van Nistelrooy                | 29   | PSV Eindhoven               |
| 2000/01 | Mateja Kežman                      | 24   | PSV Eindhoven               |
| 2001/02 | Pierre van Hooijdonk               | 24   | Feyenoord                   |
| 2002/03 | Mateja Kežman                      | 35   | PSV Eindhoven               |
| 2003/04 | Mateja Kežman                      | 31   | PSV Eindhoven               |
| 2004/05 | Dirk Kuijt                         | 29   | Feyenoord                   |
| 2005/06 | Klaas-Jan Huntelaar                | 33   | SC Heerenveen / AFC Ajax    |
| 2006/07 | Afonso Alves                       | 34   | SC Heerenveen               |
| 2007/08 | Klaas-Jan Huntelaar                | 33   | AFC Ajax                    |
| 2008/09 | Mounir El Hamdaoui                 | 23   | AZ Alkmaar                  |
| 2009/10 | Luis Suárez                        | 35   | AFC Ajax                    |
| 2010/11 | Björn Vleminckx                    | 23   | NEC Nijmegen                |
| 2011/12 | Bas Dost                           | 32   | SC Heerenveen               |
| 2012/13 | Wilfried Bony                      | 31   | Vitesse                     |
| 2013/14 | Alfreð Finnbogason                 | 29   | SC Heerenveen               |
| 2014/15 | Memphis Depay                      | 22   | PSV Eindhoven               |
| 2015/16 | Vincent Janssen                    | 27   | AZ Alkmaar                  |
| 2016/17 | Nicolai Jørgensen                  | 21   | Feyenoord                   |
| 2017/18 | Alireza Jahanbakhsh                | 21   | AZ Alkmaar                  |
| 2018/19 | Luuk de Jong Dušan Tadić           | 28   | PSV Eindhoven AFC Ajax      |
| 2019/20 | Cyriel Dessers                     | 15   | Feyenoord / Heracles Almelo |
| 2020/21 | Giorgos Giakoumakis                | 26   | VVV-Venlo                   |
| 2021/22 | Sébastien Haller                   | 21   | AFC Ajax                    |
| 2022/23 | Anastasios Douvikas Xavi Simons    | 19   | FC Utrecht PSV              |
| 2023/24 | Luuk de Jong Vangelis Pavlidis     | 29   | PSV AZ Alkmaar              |
| 2024/25 | Sem Steijn                         | 24   | Twente                      |